# The Only Way Is Up
The Only Way Is Up is een nummer van de Amerikaanse soulzanger Otis Clay uit 1980. In 1988 werd het nummer gecoverd door de Britse zangeres Yazz, als eerste single van haar debuutalbum Wanted.
"The Only Way Is Up" gaat over afgekeurd zijn en een uitkering hebben, maar je daar tegelijkertijd geen zorgen over maken en te blijven doen wat je wil doen. Het nummer werd een grote hit in Europa en was een van de eerste houseplaten die een hit werd. Zo bereikte het onder andere een nummer 1-positie in het Verenigd Koninkrijk. Ook in de Nederlandse Top 40 en in de Vlaamse Radio 2 Top 30 bereikte de plaat nummer 1.

## Tracklijst
- 7" single / cd-single / cassette

1. "The Only Way Is Up" — 4:02
2. "Bad House Music" — 4:28

- 12" maxi

1. "The Only Way Is Up" — 6:44
2. "Bad House Music" — 7:07

- 12" maxi

1. "The Only Way Is Up" (UK extended club mix) — 6:45
2. "The Only Way Is Up" (the up up up mix) — 7:01
3. "The Only Way Is Up" (acid dub) — 5:50

- 12" US Promo vinyl

1. "The Only Way Is Up" (UK extended club mix) — 6:43
2. "The Only Way Is Up" (lp-version) — 4:01
3. "The Only Way Is Up" (the popstand remix) — 6:57
4. "The Only Way Is Up" (acid dub) — 5:50
5. "The Only Way Is Up" (the up up up mix) — 7:01

- CD maxi

1. "The Only Way Is Up" (7" edit) — 4:02
2. "The Only Way Is Up" (12" version) — 6:48
3. "The Only Way Is Up" (speng) — 6:01
4. "Bad House Music" — 3:00

- 12" maxi – Remixes

1. "The Only Way Is Up" (the Bam Bam remix) — 7:24
2. "The Only Way Is Up" (the up up up mix) — 7:24
3. "Bad House Music" — 4:28

## Hitnoteringen

### Nederlandse Top 40
| Hitnotering: 27-08-1988 t/m 12-11-1988 | Hitnotering: 27-08-1988 t/m 12-11-1988 | Hitnotering: 27-08-1988 t/m 12-11-1988 | Hitnotering: 27-08-1988 t/m 12-11-1988 | Hitnotering: 27-08-1988 t/m 12-11-1988 | Hitnotering: 27-08-1988 t/m 12-11-1988 | Hitnotering: 27-08-1988 t/m 12-11-1988 | Hitnotering: 27-08-1988 t/m 12-11-1988 | Hitnotering: 27-08-1988 t/m 12-11-1988 | Hitnotering: 27-08-1988 t/m 12-11-1988 | Hitnotering: 27-08-1988 t/m 12-11-1988 | Hitnotering: 27-08-1988 t/m 12-11-1988 | Hitnotering: 27-08-1988 t/m 12-11-1988 | Hitnotering: 27-08-1988 t/m 12-11-1988 |
| Week                                   | 1                                      | 2                                      | 3                                      | 4                                      | 5                                      | 6                                      | 7                                      | 8                                      | 9                                      | 10                                     | 11                                     | 12                                     |                                        |
| -------------------------------------- | -------------------------------------- | -------------------------------------- | -------------------------------------- | -------------------------------------- | -------------------------------------- | -------------------------------------- | -------------------------------------- | -------------------------------------- | -------------------------------------- | -------------------------------------- | -------------------------------------- | -------------------------------------- | -------------------------------------- |
| Nummer                                 | 26                                     | 9                                      | 7                                      | 5                                      | 2                                      | 1                                      | 1                                      | 3                                      | 4                                      | 8                                      | 19                                     | 36                                     | uit                                    |

### Nationale Hitparade Top 100
| Hitnotering: 13-08-1988 t/m 26-11-1988 | Hitnotering: 13-08-1988 t/m 26-11-1988 | Hitnotering: 13-08-1988 t/m 26-11-1988 | Hitnotering: 13-08-1988 t/m 26-11-1988 | Hitnotering: 13-08-1988 t/m 26-11-1988 | Hitnotering: 13-08-1988 t/m 26-11-1988 | Hitnotering: 13-08-1988 t/m 26-11-1988 | Hitnotering: 13-08-1988 t/m 26-11-1988 | Hitnotering: 13-08-1988 t/m 26-11-1988 | Hitnotering: 13-08-1988 t/m 26-11-1988 | Hitnotering: 13-08-1988 t/m 26-11-1988 | Hitnotering: 13-08-1988 t/m 26-11-1988 | Hitnotering: 13-08-1988 t/m 26-11-1988 | Hitnotering: 13-08-1988 t/m 26-11-1988 | Hitnotering: 13-08-1988 t/m 26-11-1988 | Hitnotering: 13-08-1988 t/m 26-11-1988 | Hitnotering: 13-08-1988 t/m 26-11-1988 | Hitnotering: 13-08-1988 t/m 26-11-1988 |
| Week                                   | 1                                      | 2                                      | 3                                      | 4                                      | 5                                      | 6                                      | 7                                      | 8                                      | 9                                      | 10                                     | 11                                     | 12                                     | 13                                     | 14                                     | 15                                     | 16                                     |                                        |
| -------------------------------------- | -------------------------------------- | -------------------------------------- | -------------------------------------- | -------------------------------------- | -------------------------------------- | -------------------------------------- | -------------------------------------- | -------------------------------------- | -------------------------------------- | -------------------------------------- | -------------------------------------- | -------------------------------------- | -------------------------------------- | -------------------------------------- | -------------------------------------- | -------------------------------------- | -------------------------------------- |
| Nummer                                 | 98                                     | 62                                     | 17                                     | 8                                      | 4                                      | 1                                      | 1                                      | 1                                      | 1                                      | 4                                      | 4                                      | 5                                      | 13                                     | 31                                     | 42                                     | 77                                     | uit                                    |